# برينت ماكميلان
برينت ماكميلان هو سياسي أمريكي، ولد في 22 ديسمبر 1958.